# Listopad 2006 w sporcie
Zobacz też: Listopad 2006 · Zmarli w listopadzie 2006 · Listopad 2006 w Wikinews

## 30 listopada

### Łyżwiarstwo figurowe
- W japońskim Nagano rozpoczęły się czterodniowe – ostatnie przed finałem – zawody z cyklu Grand Prix seniorów – NHK Trophy. Po rozegranym tego dnia tańcu obowiązkowym i programie krótkim par sportowych, prowadzą odpowiednio – Kanadyjczycy: Marie-France Dubreuil i Patrice Lauzon oraz Chińczycy: Shen Xue i Zhao Hongbo. Na zawodach tych nie występuje żaden z reprezentantów Polski. Impreza potrwa do dnia 3 grudnia.

## 29 listopada

### Piłka siatkowa
- Mistrzostwa Świata w Piłce Siatkowej Mężczyzn 2006
  - Siatkarska reprezentacja Polski mężczyzn pokonała Serbię i Czarnogórę 3:0 (28:26, 25:19, 25:19) w ostatnim meczu drugiej rundy. Stawką pojedynku było pierwsze miejsce w grupie E. 2 grudnia Polacy zagrają w półfinale z Bułgarią. ( Wikinews)

## 28 listopada

### Piłka siatkowa
- Mistrzostwa Świata w Piłce Siatkowej Mężczyzn 2006
  - Siatkarska reprezentacja Polski mężczyzn pokonała Rosję 3:2 (19:25, 19:25, 25:22, 25:20, 15:11) i po raz pierwszy od 1974 roku awansowała do fazy medalowej mistrzostw świata. ( Wikinews)

## 27 listopada

### Wrotkarstwo artystyczne
- W hiszpańskiej miejscowości Murcja rozpoczęły się 51° Mistrzostwa Światawww.murcia2006.com we wrotkarstwie i rolkarstwie artystycznym (figurowym) i synchronicznym. Zawody rozgrywane są w kategoriach seniorów i juniorów. Potrwają do 10 grudnia.

## 26 listopada

### Boks
- Krzysztof „Diablo” Włodarczyk podczas gali na warszawskim Torwarze wywalczył wakujący tytuł mistrza świata organizacji IBF w wadze junior ciężkiej. Polak pokonał na punkty Amerykanina Steve’a Cunninghama. Werdykt sędziów nie był jednogłośny. Włodarczyk zwyciężył stosunkiem głosów 2:1 (109:119, 116:112, 115:113). Włodarczyk odniósł 37. zwycięstwo (dotychczas poniósł jedną porażkę). Cunningham przegrał po raz pierwszy. Wcześniej miał na koncie 19 wygranych.
  -  czytaj w Wikinews

### Łyżwiarstwo figurowe
- Ostatni dzień zawodów Cup of Russia.

### Piłka siatkowa
- Mistrzostwa Świata w Piłce Siatkowej Mężczyzn 2006
  - W drugim meczu drugiej fazy grupowej siatkarskich MŚ Polacy pokonali w Sendai Kanadę 3:0 (25:21, 25:17, 25:17).

## 25 listopada

### Łyżwiarstwo figurowe
- Dorota i Mariusz Siudkowie zajęli 4 miejsce na zawodach Cup of Russia w Moskwie.

### Piłka siatkowa
- Mistrzostwa Świata w Piłce Siatkowej Mężczyzn 2006
  - W pierwszym swym meczu drugiej fazy grupowej siatkarskich MŚ Polacy pokonali Tunezyjczyków 3:0 (25:22, 25:18, 25:23). To szósta wygrana w stosunku 3:0 podopiecznych Raúla Lozano w tej imprezie.

## 24 listopada

### Łyżwiarstwo figurowe
- Pierwszy dzień zawodów Cup of Russia (Puchar Rosji), składających się na prestiżowy cykl zawodów seniorskiego Grand Prix. Zawody potrwają do 26 listopada. Polskę reprezentuje para sportowa; Dorota Zagórska i Mariusz Siudek.
- W Oświęcimiu rozpoczął się Puchar Ziemi Oświęcimskiej – krajowe zawody w kategorii młodzików (klasa wstępna, brązowa, srebrna i złota). Impreza potrwa do 26 listopada.

## 22 listopada

### Piłka siatkowa
- Mistrzostwa Świata w Piłce Siatkowej Mężczyzn 2006
  - Reprezentacja Polski w meczu o pierwsze miejsce w grupie A mistrzostw świata siatkarzy w Japonii zwyciężyła 3:0 (25:18, 25:21, 25:23) gospodarzy turnieju. Do drugiej rundy MŚ podopieczni Raúla Lozano awansowali bez porażki i bez straty seta, w pięciu dotychczasowych spotkaniach.

## 21 listopada

### Gimnastyka artystyczna
- Pierwszy (z dwóch) dzień Drużynowych Mistrzostw Polski w układach zbiorowych. Zawody rozegrano w kategoriach seniorek, juniorek, juniorek młodszych i młodziczek. (Wyniki)

### Piłka siatkowa
- Mistrzostwa Świata w Piłce Siatkowej Mężczyzn 2006
  - Reprezentacja Polski siatkarzy kontynuuje dobrą passę na mistrzostwach świata w Japonii, pokonując w swoim czwartym meczu grupy A reprezentację Portoryko 3:0 (25:22, 25:22, 25:23).

## 19 listopada

### Piłka siatkowa
- Mistrzostwa Świata w Piłce Siatkowej Mężczyzn 2006
  - Reprezentacja Polski bez straty seta pokonała reprezentację Egiptu 3:0 (25:13, 25:19, 26:24) w trzecim meczu grupy A mistrzostw świata w Japonii.

## 18 listopada

### Łyżwiarstwo figurowe
- Polska para sportowa; Dominika Piątkowska i Dmitrij Chromin zajęła 6 miejsce na zawodach Trophée Eric Bompard, będących czwartymi z cyklu seniorskiego Grand Prix.

### Piłka siatkowa
- Mistrzostwa Świata w Piłce Siatkowej Mężczyzn 2006
  - Polska reprezentacja siatkarzy pokonała łatwo Argentynę 3:0 (25:21, 25:22, 25:21) w drugim meczu grupy A mistrzostw świata w Japonii.

## 17 listopada

### Gimnastyka artystyczna
- Pierwszy dzień Finału Pucharu Świata w miejscowości Mie w Japonii. Zawody trwały do 18 listopada. Rozegrano je w układach indywidualnych i zbiorowych, w kategorii seniorów. Polki nie startowały .

### Łyżwiarstwo figurowe
- Pierwszy dzień zawodów Trophée Eric Bompard w Paryżu – czwartych zawodów z tegorocznego cyklu seniorskiego Grand Prix. Polskę reprezentuje para sportowa – Dominika Piątkowska i Dmitrij Chromin.
- W Warszawie rozpoczęły się międzynarodowe zawody Warsaw Cup (Puchar Warszawy). Do rywalizacji przystąpili juniorzy i juniorzy młodsi (novice). Impreza potrwa do 19 listopada.

### Piłka siatkowa
- Mistrzostwa Świata w Piłce Siatkowej Mężczyzn 2006
  - W pierwszym meczu mistrzostw świata siatkarzy w Japonii, reprezentacja Polski pod wodzą Raúla Lozano, wygrała spotkanie grupy A z Chinami 3:0 (25:21, 25:20, 25:21).

## 16 listopada

### Żużel
- W wyniku obrażeń po pobiciu, w szpitalu zmarł Ihor Marko, ukraiński żużlowiec, wielokrotny mistrz kraju oraz mistrz Europy juniorów z 1986.

## 15 listopada

### Żużel
- Ekstraliga żużlowa 2007:
  - Ekstraliga Żużlowa sp. z o.o. przyznała warunkowe licencje na start w Ekstralidze 2007. Otrzymały ją Włókniarzowi Częstochowa, Stal Rzeszów, Unia Tarnów, KS Toruń i ZKŻ Zielona Góra. Jednocześnie nie przyznano licencji obrońcy tytułu mistrzowskiego WTS Wrocław, ponieważ klub nie przekształcił się w spółkę akcyjną.

- I liga żużlowa 2007:
  - Zespół ds. Licencji dla Klubów I i II ligi na sezon 2007 przyzna licencje na start w I lidze RKM Rybnik i GKŻ Wybrzeżu Gdańsk. Licencję warunkowa otrzymały KM Ostrów Wielkopolski, TŻ Start Gniezno, KS Stal Gorzów Wielkopolski oraz GTŻ Grudziądz. Odmówiono przyznano licencji TŻ Sipmie Lublin i PSŻ Poznań.

- II liga żużlowa 2007:
  - Zespół ds. Licencji dla Klubów I i II ligi na sezon 2007 przyznał licencje na start w II lidze KŻ Orłowi Łódź. Licencję warunkowa otrzymał  Kolejarz Opole. Odmówiono przyznano licencji RKS Kolejarz Rawicz i KSŻ Krosno. Postanowią także, że w przyszłorocznej II lidze wystąpi aż cztery drużyny z innych krajów. Do zespołów, które jeździły w tegorocznej II lidze (Speedway Miszkolc z Węgier, Ukraina Równe z Ukrainy) i SK Lokomotīve Dyneburg z Łotwy) dołączy czeski Olymp Praga.

## 10 listopada

### Żużel
- Ekstraliga żużlowa 2007:
  - Ekstraliga Żużlowa sp. z o.o. przyznała warunkowe licencje na start w Ekstralidze 2007. Otrzymały ją bydgoska Polonia oraz leszczyńska Unia.

## 9 listopada

### Łyżwiarstwo figurowe
- W chińskim Nankin rozpoczęły się zawody Cup of China 2006, będące trzecią imprezą z cyklu Grand Prix seniorów. Rywalizacja potrwa do 12 listopada. W zawodach startuje polska para sportowa – Dorota Zagórska i Mariusz Siudek. Po programie krótkim zajmują 5 pozycję .

## 5 listopada

### Boks
- Albert „Dragon” Sosnowski (Polish Boxing Promotion) został mistrzem świata w wadze ciężkiej federacji WBF. Na ringu w Kempton Park w RPA pokonał Australijczyka Lawrence’a Tauasę. Pojedynek trwał dwanaście rund i zakończył się werdyktem dwa do remisu. Było to 39. zwycięstwo Polaka na zawodowym ringu.

## 1 listopada

### Piłka siatkowa
- Mistrzostwa świata w piłce siatkowej kobiet
  - Polki w drugiej kolejce grupy A mistrzostw świata siatkarek w Japonii pokonały w tie-breaku drużynę Korei 3:2 (25:21, 23:25, 26:24, 23:25, 15:12). To drugie zwycięstwo podopiecznych Ireneusza Kłosa w tym turnieju, wcześniej „biało-czerwone” zwyciężyły Kenijki 3:1.